# Hoornconcert (Aho)
Kalevi Aho voltooide zijn Concert voor hoorn en kamerorkest in 2011.
Inspiratie voor dat concerto kreeg hij tijdens een uitvoering door het Stadsorkest van Lappeenranta in 2009. De hoorniste van dat orkest maakte indruk op hem en hij stelde voor een hoornconcert voor haar te schrijven. Drie jaar later was het die hoorniste Annu Salminen, die de eerste uitvoering gaf van Aho’s hoornconcert. Tibor Bogányi gaf leiding aan het genoemde orkest. Aho werkte toen al jaren aan zijn conertcyclus, voor ieder muziekinstrument uit een symfonieorkest wil hij een concerto schrijven. Hij kan binnen Finland zelf de keus maken voor welke solist en orkest hij schrijft.
Het hoornconcert is geschreven als één deel. Wel is een aantal secties te horen aan de hand van de tempoverdeling in het werk. Aho had voor de solist nog een extra opdracht in petto. De solist moet gedurende het concert een parcours afleggen. Hij/zij begint buiten de zaal, wandelt vervolgens in en rond het orkest, communiceert (muzikaal) even met de eerste hoornist uit het orkest, om aan het eind het podium te verlaten. Het werk wordt afgesloten als de solist de zaal al heeft verlaten.     

## Orkestratie
- 1 solohoornist
- 1 dwarsfluit tevens piccolo, 1 hobo, 1 klarinet tevens basklarinet, 1 fagot
- 1 hoorn
- 1 percussie (grote trom, pauken, tamtam, bellenboom, djembe, vibrafoon)
- 4 eerste violen, 4 tweede violen, 3 altviolen, 3 celli en 1 contrabas.